# Wasservogel
Als Wasservögel werden verschiedene Vögel aus nicht näher miteinander verwandten Gruppen bezeichnet, die häufig auf oder im Wasser schwimmend anzutreffen sind und dazu Anpassungen wie Schwimmhäute an den Füßen besitzen:
- die Entenvögel und andere Gänsevögel (siehe auch Wassergeflügel)
- die Lappentaucher
- die Seetaucher
- einige Rallenvögel wie z. B. die Blässhühner
- Ruderfüßer wie die Pelikane, Kormorane und Schlangenhalsvögel
- die (zu den Watvögeln gehörenden) Wassertreter
- die Pinguine

Auch Seevögel wie die Alken, Röhrennasen, Tölpel, Fregatt- und Tropikvögel sowie Küstenvögel wie die Möwen und Seeschwalben besitzen Schwimmhäute und sind gute Schwimmer, trotzdem werden sie gewöhnlich nicht als Wasservögel bezeichnet.
Daneben gibt es einzelne Singvogelarten, mit einer wasseraffinen Lebensweise, die schwimmen und zum Nahrungserwerb tauchen können, wie verschiedene Arten der Wasseramseln, Töpfervögel und Scherenschwänze.